# 中国人民解放军空军飞行试验训练基地
中国人民解放军空军飞行试验训练基地，位于河北省沧州市，隶属中国人民解放军空军。

## 沿革
1953年1月5日，中国人民解放军空军第十一航空学校在陕西省户县成立，人员是由陆军第三军军部和空军一个供应大队合编而成。1954年，空军第十一航空学校更名为中国人民解放军空军战斗飞行学校，开始担负空军战术技术训练试飞任务。1959年，迁至河北省沧州市。
1962年，复名中国人民解放军空军第十一航空学校。同年，首批装备自苏联引进的米格-21歼击机，并且开始担负战备值班、打击高空侦察机和无人机的任务。1964年，完成第一次核试验无人采样机的维护保障任务。自1964年起，还担负空地勤外训任务，先后为11个国家培训过1000多名空勤、地勤学员。1975年，开始担负打击不明飞行物的任务，在此后十多年内共战斗起飞200余架次，击落90余具空飘气球。
1979年，中国同越南边境形势日益紧张，因中国人民解放军空军在南线的歼-7部队较少，该校乃奉命组成歼-7分队参加对越自卫还击作战，以抗衡越南的米格-21歼击机。
1980年，该校第一批装备刚刚定型，当时中国人民解放军空军最为先进的歼-8白天型歼击机开展新机战术试飞，为该机型批量装备和改进改型奠定了基础。1984年，该校承担了中华人民共和国国庆35周年阅兵空中歼击机梯队保障的任务。1986年，该校成立了中国人民解放军空军第一个蓝军分队。
1987年4月，该校改编为中国人民解放军空军飞行试验训练中心。主要担负新型战机和机载武器试验任务，并承担战法研究任务。同年，在中国人民解放军空军组织的多次战术对抗演习中，该中心编写的多套战法获得验证。1988年，歼-8B歼击机定型并装备该中心。1988年10月，该中心的飞行员王铁翼等人完成了空中加油工程领先模拟编队试飞任务。1991年4月，该中心试飞处处长王景利在驾驶歼-8B歼击机执行试飞任务时，在着陆阶段遇到机载计算机软件错误，成功进行零高度跳伞，创造了中国人民解放军空军弹射跳伞高度记录。1992年至1993年间，该中心先后完成“906”、“931”、“938”工程任务。
1996年9月，该中心派出小分队到中国西北参加“西部969”演习，执行中距导弹打靶任务，该中心蓝军分队在此次演习中首次亮相，取得5胜1平。1997年，该中心完成了空军高难飞行课目培训班任务。1999年，该中心完成了首都各界庆祝中华人民共和国成立50周年大会阅兵空中梯队第三代战机保障任务。2000年，该中心下属的多个飞行团和场站获列编为重点建设部队，其他飞行团和场站被列编为战略预备队；该中心在继续担负新机战术技术试飞任务的同时，又担负了首都防空战备值班任务。同年，该中心接受了新机改装任务，首批空勤、地勤人员到俄罗斯改装苏-30MKK歼击机。2001年，该中心正式装备苏-30MKK歼击机，并迅速形成了作战能力。
2002年，经中央军委批准，该中心改编为中国人民解放军空军飞行试验训练基地。2003年，该基地领先装备歼-10歼击机，同年进行了该机型在中国人民解放军作战部队的首飞。该基地成为中国人民解放军空军航空兵部队中首个同时装备苏-30MKK、歼-10歼击机的部队。2011年7月16日，韩国国防部长官金宽镇参观中国人民解放军空军飞行试验训练基地，作为韩国军方高层首次参观了歼-10的飞行。2016年，在深化国防和军队改革中，该基地保留。

## 编制
该基地下属场站有：
- 空军沧州场站：位于河北省沧州市[4]。
- 空军故城场站：位于河北省衡水市故城县里老乡[5][6]。2010年代初，故城机场已作为石家庄、北京、天津的备用机场，曾经多次降落波音737等大型客机。衡水市“十二五”规划纲要曾经提出推进故城军民合用机场建设，利用现有空军故城机场的场站设施，建成军民合用机场[7]。2011年9月16日，河北省民航发展建设领导小组办公室召开全省民航工作会议，并发布全省民航“十二五”规划，提出利用空军故城机场改建为军民合用的衡水机场，力争2014年开工。但此后并未按计划开工[8]。2014年，山东省人民政府办公厅发布《关于进一步加快民航业发展的意见》，提出在“十四五”期间开工建设德州机场，将空军故城机场改造为军民合用的德州机场[7]。
- 空军静海场站：位于天津市静海区[9][10]。原为空军第四飞行学院第四团驻地。2012年转隶空军飞行试验训练基地。西安通航集团有意将其改造为通用机场，此前获得市级规划背书。[11][12]

## 历任领导

### 空军第十一航空学校
| 校长 - 杨思禄 大校（1952年12月—1959年） - 赵沛章（？—？） - 阮济舟（？—1969年12月） - 薛伦（？—1980年10月） - 李福才（？—？） - 栗世训（？—？） - 俎坤（？—？） | 政治委员 - 于春山（1952年12月—？） - 杨春根（？—？） …… - 钟兴中（？—？） |

### 空军飞行试验训练中心
| 司令员 - 何为荣 空军大校（1987年4月—1990年6月） - 王东玉 空军大校（1990年—？） - 李锁林 空军大校（？—2003年） | 政治委员 - 钟兴中 空军大校（1987年4月—？） - 刘展志 空军大校（1993年5月—1997年3月） - 柳学顺 空军大校（？—？） |

### 空军飞行试验训练基地
| 司令员 - 李春潮 空军大校（2003年—2005年） - 李勇 空军大校（2005年—2009年） - 董立 空军少将（2009年—） | 政治委员 - 苏保成 空军大校（？—2009年） - 马哲文 空军大校（2009年—？） |